# 科里尼山
16°35′39″S 70°10′34″W / 16.59417°S 70.17611°W
科里尼山（Qurini），是秘魯的山峰，位於該國南部莫克瓜大區和普諾大區，由卡魯馬斯區和阿科拉區負責管轄，屬於安地斯山脈的一部分，海拔高度5,400米。